# Cathédrale Notre-Dame de Luxembourg
Cette  cathédrale n’est pas la seule cathédrale Notre-Dame.
La cathédrale Notre-Dame de Luxembourg (en allemand Kathedrale unserer lieben Frau in Luxemburg, en luxembourgeois Kathedral Notre-Dame vu Lëtzebuerg), est un édifice religieux catholique sis à Luxembourg-Ville. Construite de 1613 à 1621 comme église du collège des jésuites elle devient cathédrale en 1870 et donc siège de l'évêché, puis archevêché de Luxembourg. Elle est également sanctuaire marial, abritant la statue de Notre-Dame "Consolatrice des Affligés", protectrice de la ville de Luxembourg (Patrona civitatis).

## Histoire

### Église jésuite

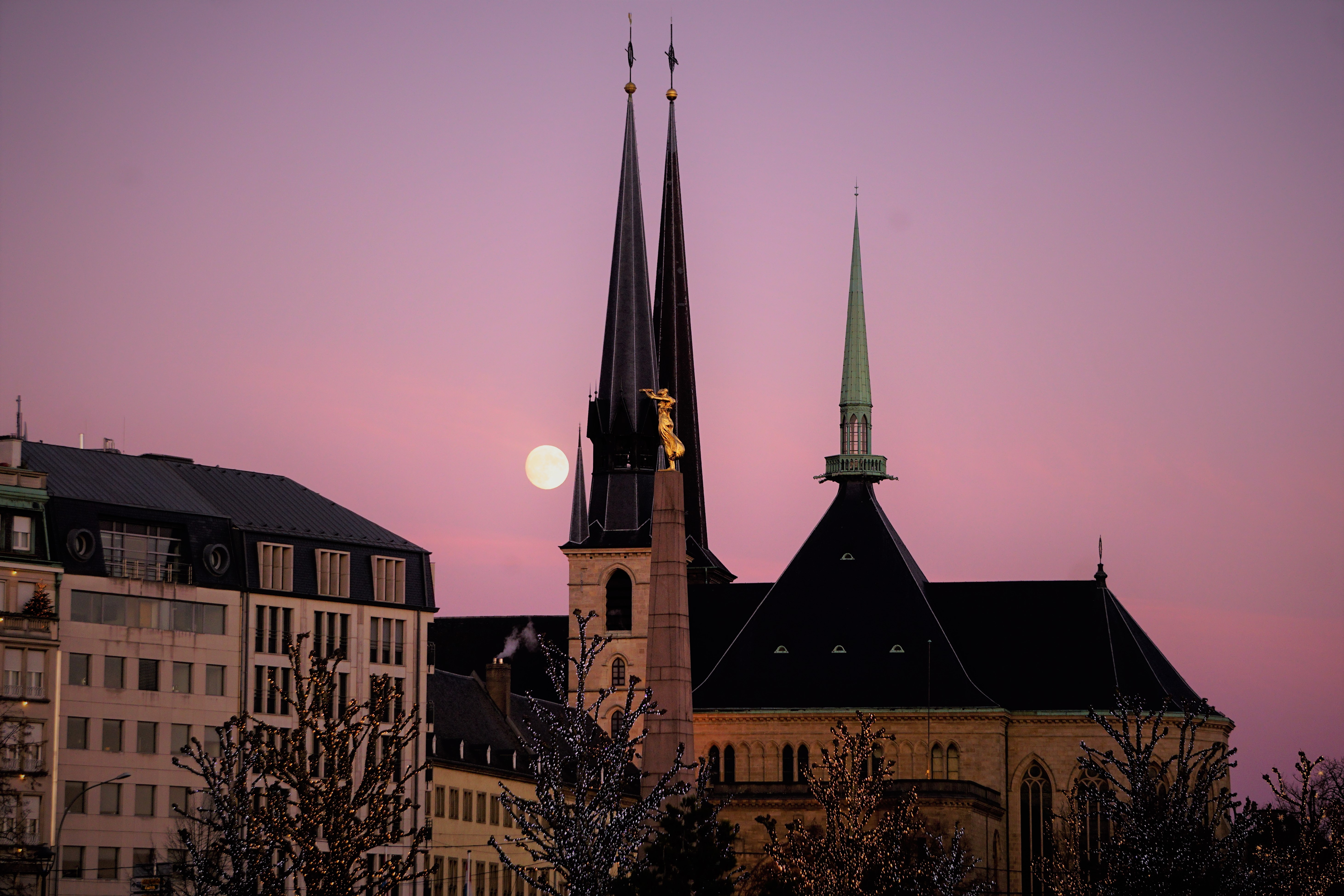
La cathédrale et le Monument du souvenir Gëlle Fra vus depuis le pont Adolphe un soir de pleine lune.

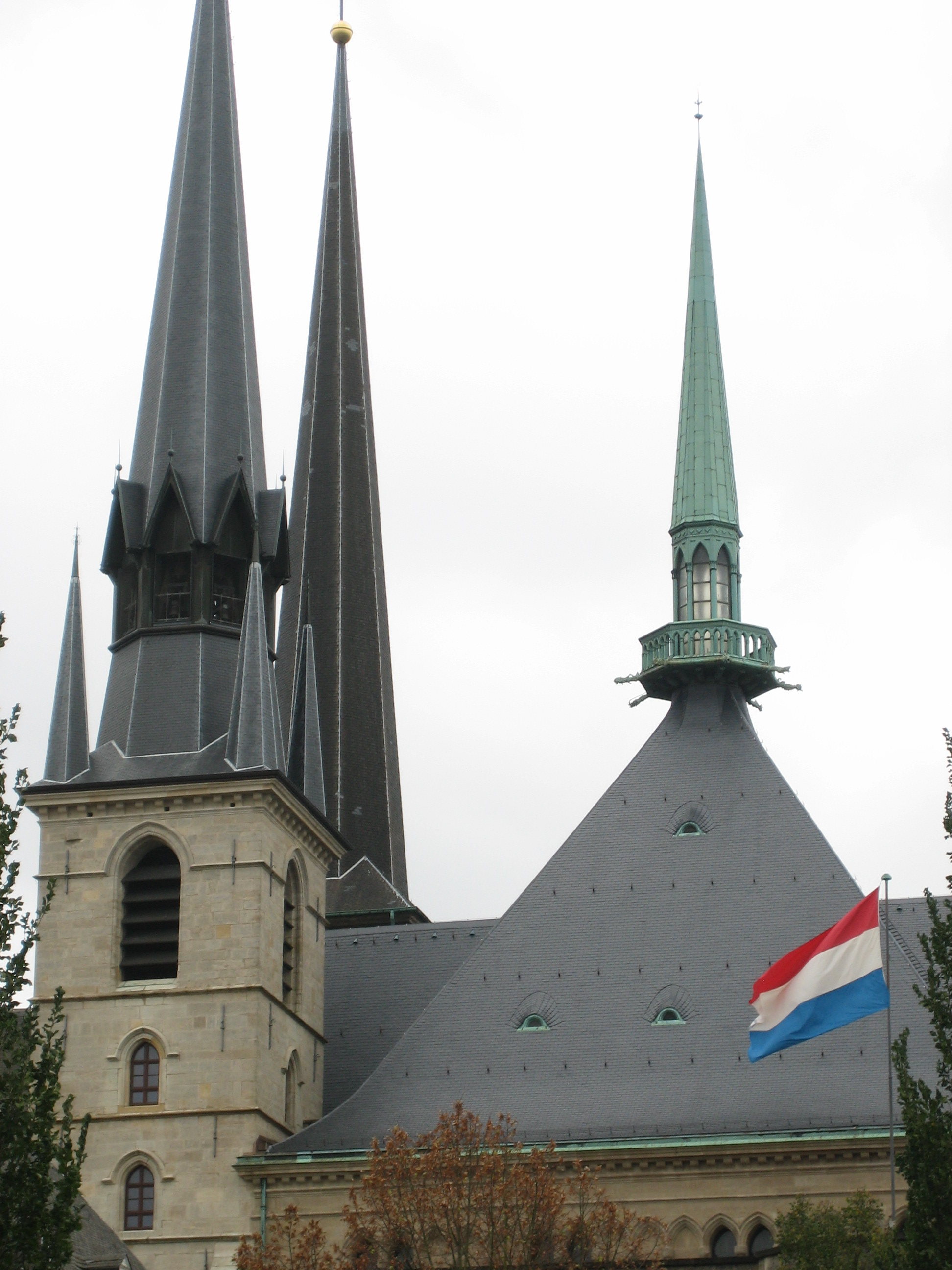
Vue de la Cathédrale

L'histoire de la cathédrale est liée à celle de la Compagnie de Jésus. En 1594, des Jésuites s'installent à Luxembourg, ville qui faisait alors partie des Pays-Bas espagnols. Ils y ouvrent un collège en 1603. Le développement rapide d'activités pastorales et spirituelles dans la ville conduisent à la décision de construire une grande église, qui sera également celle du collège y attenant. Les plans en sont dressés par le frère jésuite Jean Du Blocq. Le 7 mai 1613, François Aldenard, recteur du collège, en pose la première pierre. Les travaux durent huit ans. 
Le 17 octobre 1621, l'église est solennellement consacrée par l'évêque auxiliaire de Trèves et évêque titulaire d'Azotus (de) (Ashdod) Georg von Helfenstein (de), et dédiée à l'Immaculée Conception. De nombreux parachèvements et aménagements ont encore lieu dans les années - et même décennies - qui suivent, surtout en ce qui concerne le mobilier (confessionnaux) et la décoration intérieure. 
En 1773, la Compagnie de Jésus est supprimée par le pape Clément XIV. Leur église de Luxembourg devient, en 1778, une église paroissiale, sous le nom de Saint-Nicolas-et-Sainte-Thérèse. En 1794, l'église accueille la statue miraculeuse de Notre-Dame, Consolatrice des Affligés (voir ci-dessous), qui se trouvait auparavant dans une chapelle construite en 1625 par le père Brocquart hors de l'enceinte de la ville. 
En 1801, l'église change à nouveau de nom en étant cette fois dédiée à saint Pierre, avant de retrouver sa dédicace à la Vierge Marie en 1848.

### Cathédrale auXIXesiècle
En 1840, le Grand-Duché est érigé par le pape Grégoire XVI en vicariat apostolique.
Après la crise luxembourgeoise de 1867, le Grand-Duché est reconnu comme État neutre et indépendant. Le diocèse de Luxembourg est érigé le 27 septembre 1870 et l’église de l’ancien collège jésuite en devient la cathédrale. 
Un siècle plus tard, le 23 avril 1988, le diocèse de Luxembourg est élevé au rang d'archidiocèse par le pape Jean-Paul II.

### Agrandissement auXXesiècle
Au XXe siècle, un agrandissement de la cathédrale est décidé et l'architecte Hubert Schumacher (lb) est chargé de sa réalisation. Les travaux commencent le 12 mai 1935 et se poursuivent jusqu'en 1938. Le chœur est réaménagé en 1962–1963, après quoi la cathédrale est de nouveau consacrée le 8 décembre 1963, jour de la fête de l'Immaculée Conception.
Une crypte est construite sous le chœur et dédiée à saint Pierre qui contient les tombeaux des évêques de Luxembourg. Communiquant avec celle-ci, se trouve aussi la nécropole de la famille grand-ducale, fermée par une grille entourée de deux lions en bronze de l'animalier luxembourgeois Auguste Tremont, datés de 1936-37.

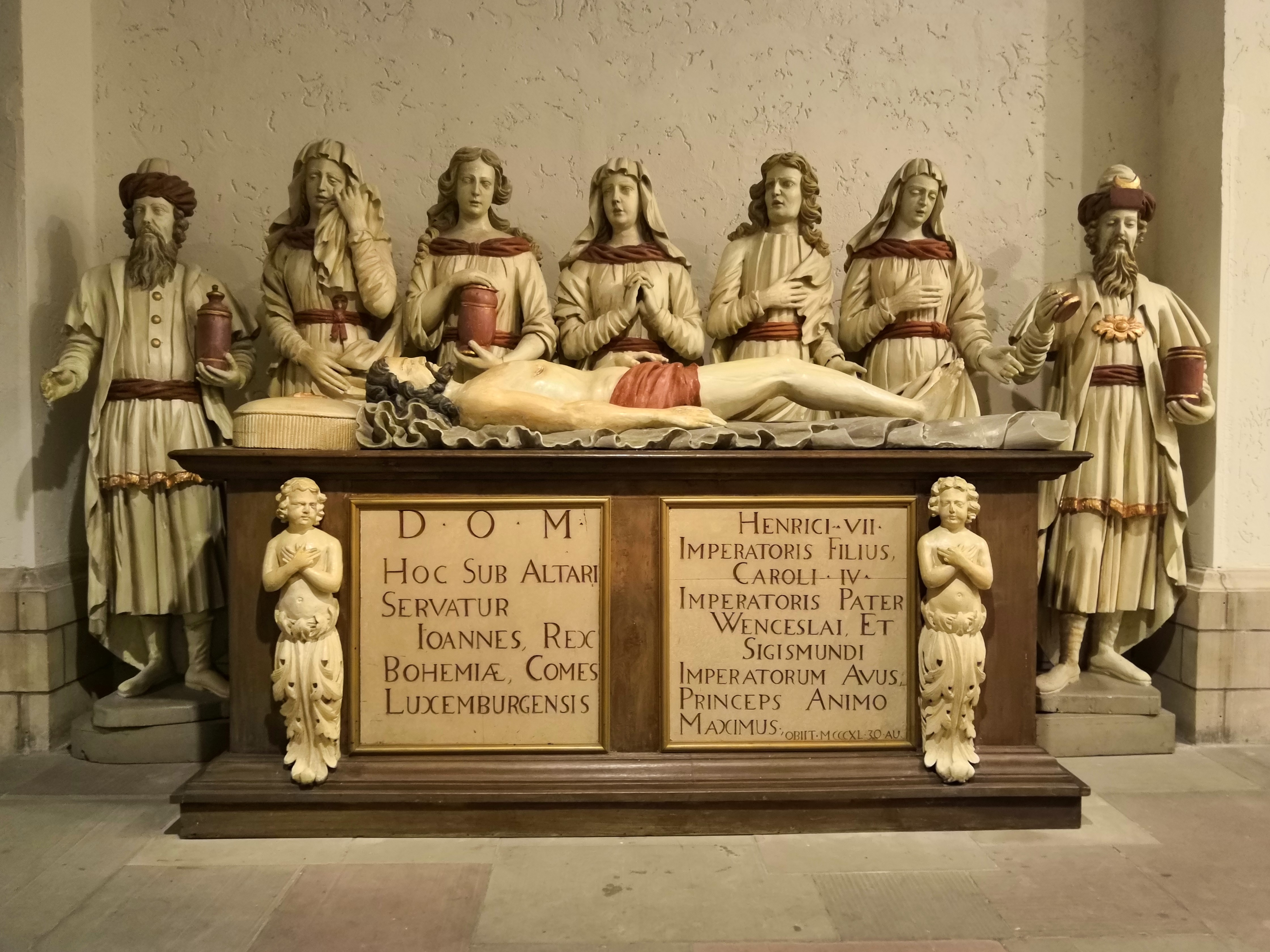
Tombeau de Jean de Bohême dans la crypte de la cathédrale.

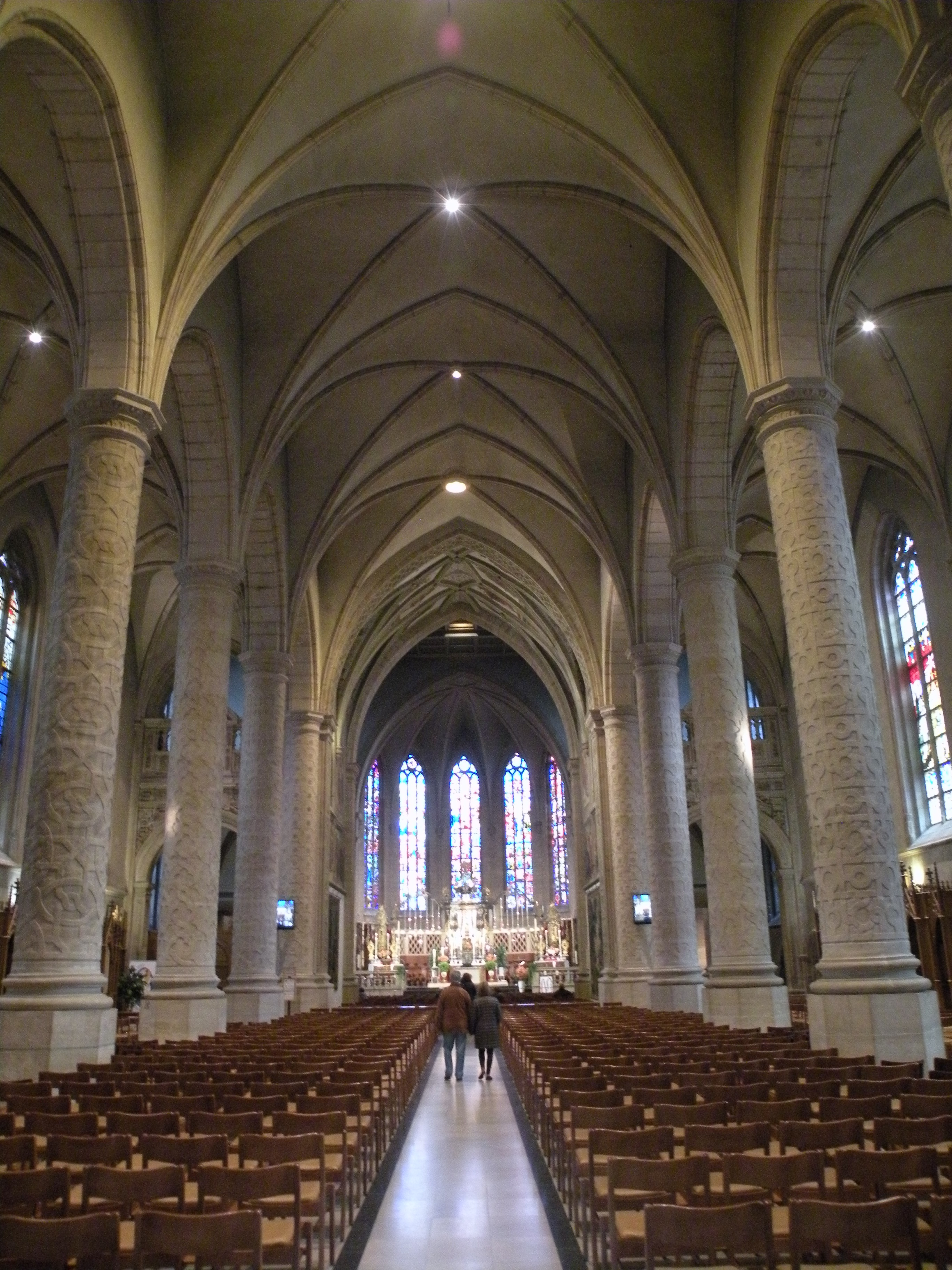
La nef centrale.

C'est dans cette crypte que Jean l'Aveugle, roi de Bohême et comte de Luxembourg a trouvé son dernier repos. Ce chevalier infatigable que l’on retrouve un peu partout en Europe, qu’il s’agisse de son comté natal ou du royaume de Bohême, de l'Allemagne où il fut le lieutenant de son père ou en Italie du Nord, à la cour et sur les champs de bataille des rois de France ou auprès des papes à Avignon ou encore en Lituanie lors des croisades de l’ordre teutonique, était le fils de l'empereur Henri VII et père de Charles IV. Il trouva la mort en 1346 au champ de bataille de Crécy au service du roi de France, dans une des premières campagnes de la guerre de Cent Ans.

### Statut d'église nationale
La cathédrale Notre-Dame de Luxembourg, de par son histoire, est devenue un temple de la mémoire luxembourgeoise. Le caractère national de l'édifice est souligné le jour de la fête nationale quand la cérémonie officielle organisée par le gouvernement prenait jusqu'en 2013  la forme d'un service d'action de grâces auquel participent les autorités luxembourgeoises et le corps diplomatique. Ce te-deum a perduré mais est devenu une cérémonie sur invitation privé de l'Eglise qui y invite aussi les autres religions agrées. 

## Patrimoine

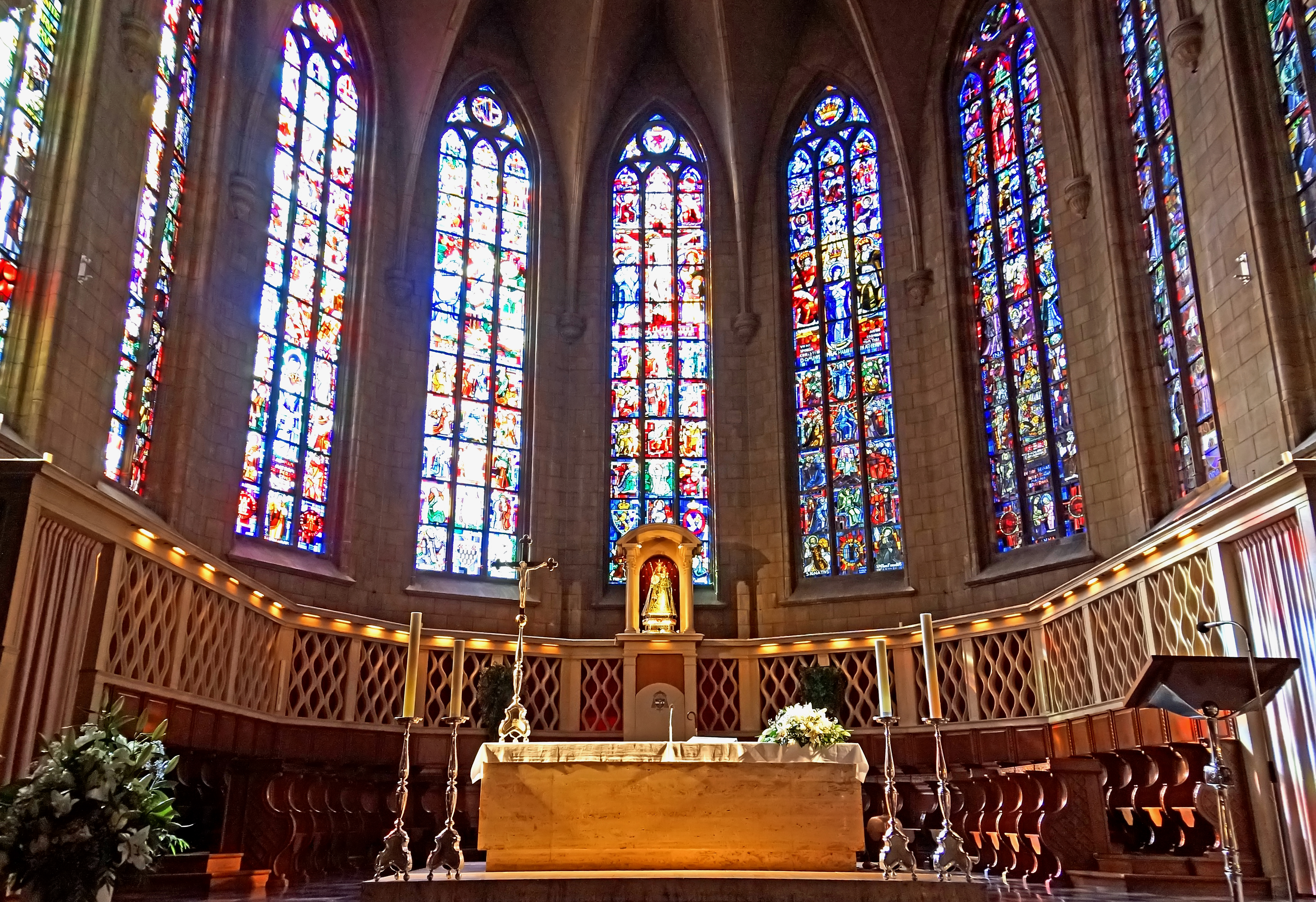
Le chœur.

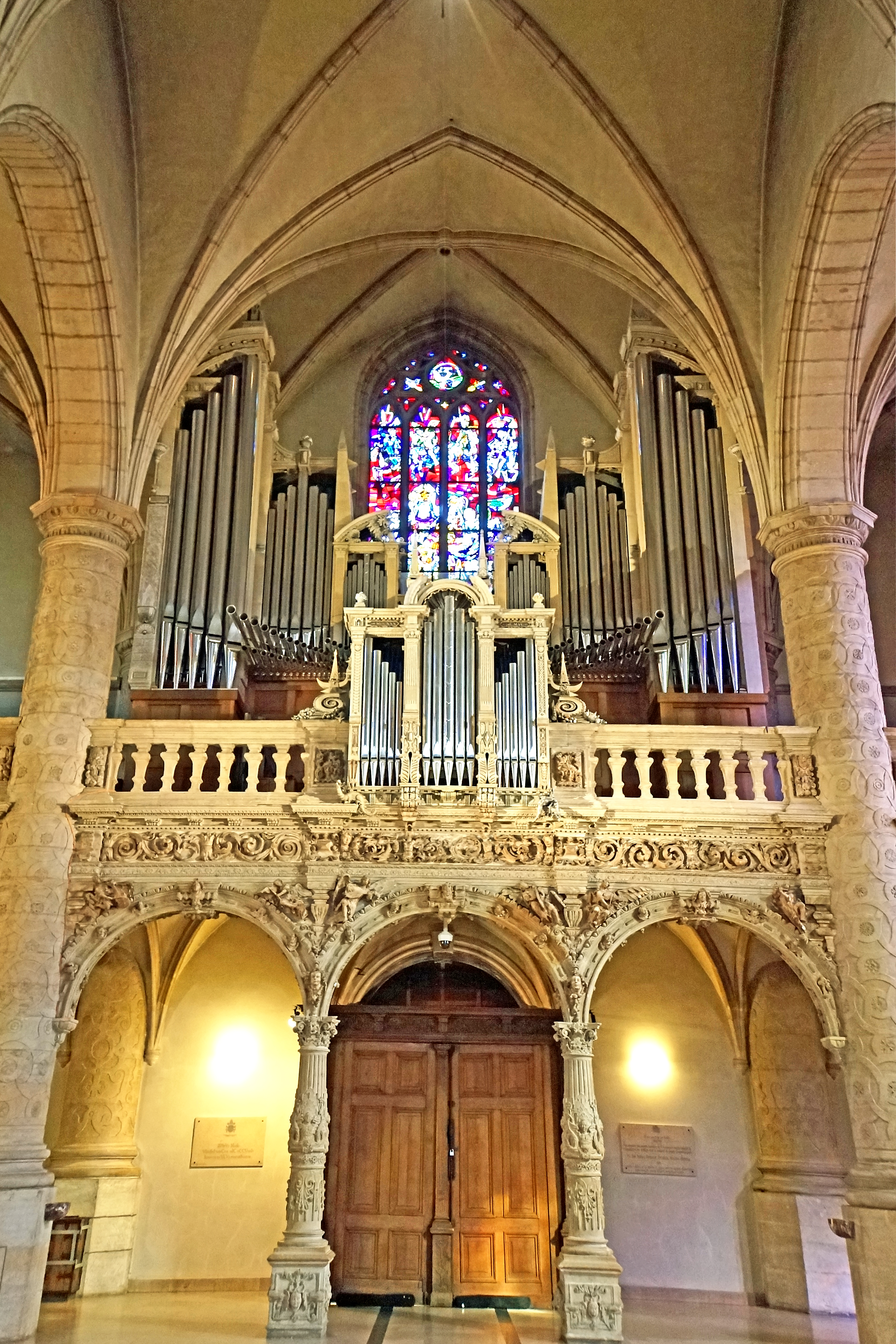
L'orgue classique Westenfelder.

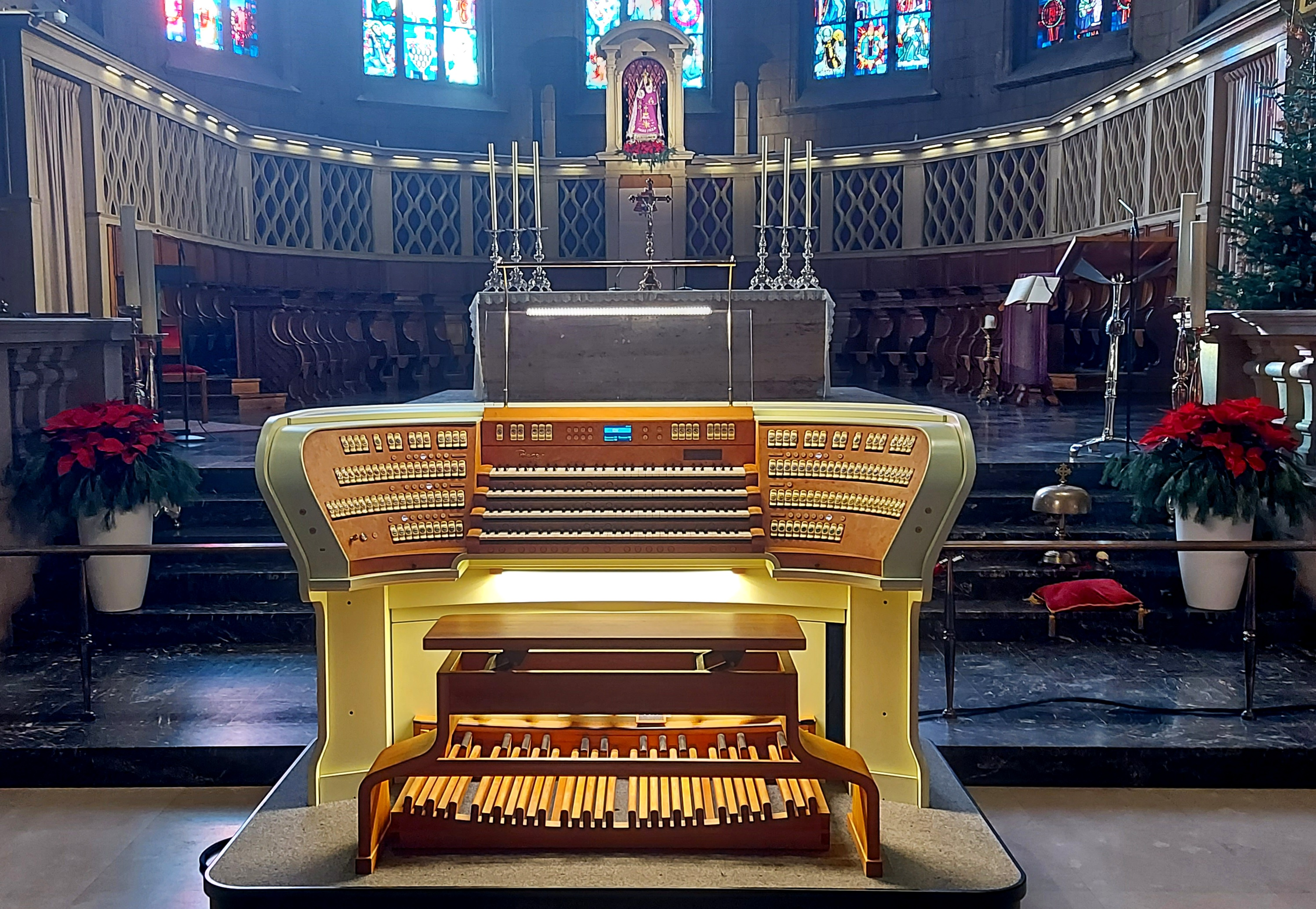
Clavier de l'orgue symphonique de Haupt.

L'édifice du XVIIe siècle est une église gothique tardive. Sur son portail principal en style baroque primitif on retrouve la statue de la Sainte Vierge entourée des apôtres Pierre et Paul ainsi qu'Ignace de Loyola et François Xavier, fondateurs de la Compagnie de Jésus. Plus tard une statue de saint Nicolas compléta l'ensemble.
Le portail de la nouvelle partie de la cathédrale, marqué par l’ornementation due au sculpteur luxembourgeois Auguste Trémont, comprend une centaine de figures humaines, une cinquantaine de représentations animales et un riche décor végétal. Les battants en bronze des portes ont été réalisés par le même artiste.
Parmi les œuvres présentes dans la cathédrale, on peut retenir :
- Les grandes verrières du chœur créées par Louis Barillet de Paris.
- Les verrières de la tribune grand-ducale de Josef Oberberger de Munich et représentant des personnages de la Maison comtale médiévale.
- Les vitraux d'Émile Probst, représentant des scènes bibliques (épisode de Tobie dans le tympan de la porte de la cour intérieure, délivrance de saint Pierre dans le tympan de la chapelle du Sacré-Cœur) ou des saints jésuites (Pierre Canisius, Robert Bellarmin, François Xavier, Ignace de Loyola, Jean Berchmans et autres jésuites bien connus au Luxembourg, comme Alexandre Wiltheim ou Jacques Brocquart).
- Les vitraux des années 1848-1860 en provenance des ateliers Maréchal de Metz et représentant des scènes de la vie de la Vierge.
- Les verrières abstraites de 1966 situées à la tribune d'orgue sont de Jacques Le Chevallier, à l'inspiration des verrières de Notre-Dame de Paris qu'il a réalisées un an auparavant.
- Le jubé décoré par des statues en albâtre datant de la Renaissance tardive.
- Les piliers cylindriques ornés d'un système de bandeaux entrelacés.
- Un tableau, L'Adoration des rois mages, du frère jésuite Jacques Nicolaï (école rubensienne).
- Les peintures murales de Friedrich Stummel de Kevelaer, datées de 1897.
- Les deux orgues :
  - L'orgue symphonique de Haupt de 1938,
  - L'orgue classique de Westenfelder installé en 1995.

Dans la crypte :
- Les stations du Chemin de croix de Félix Baumhauer, de Munich.
- Les autels, que l'on doit au statuaire luxembourgeois Claus Cito, ornés de reliefs représentant les saints Henri et Cunégonde, Hubert et Willibrord.

## Notre-Dame, Consolatrice des Affligés

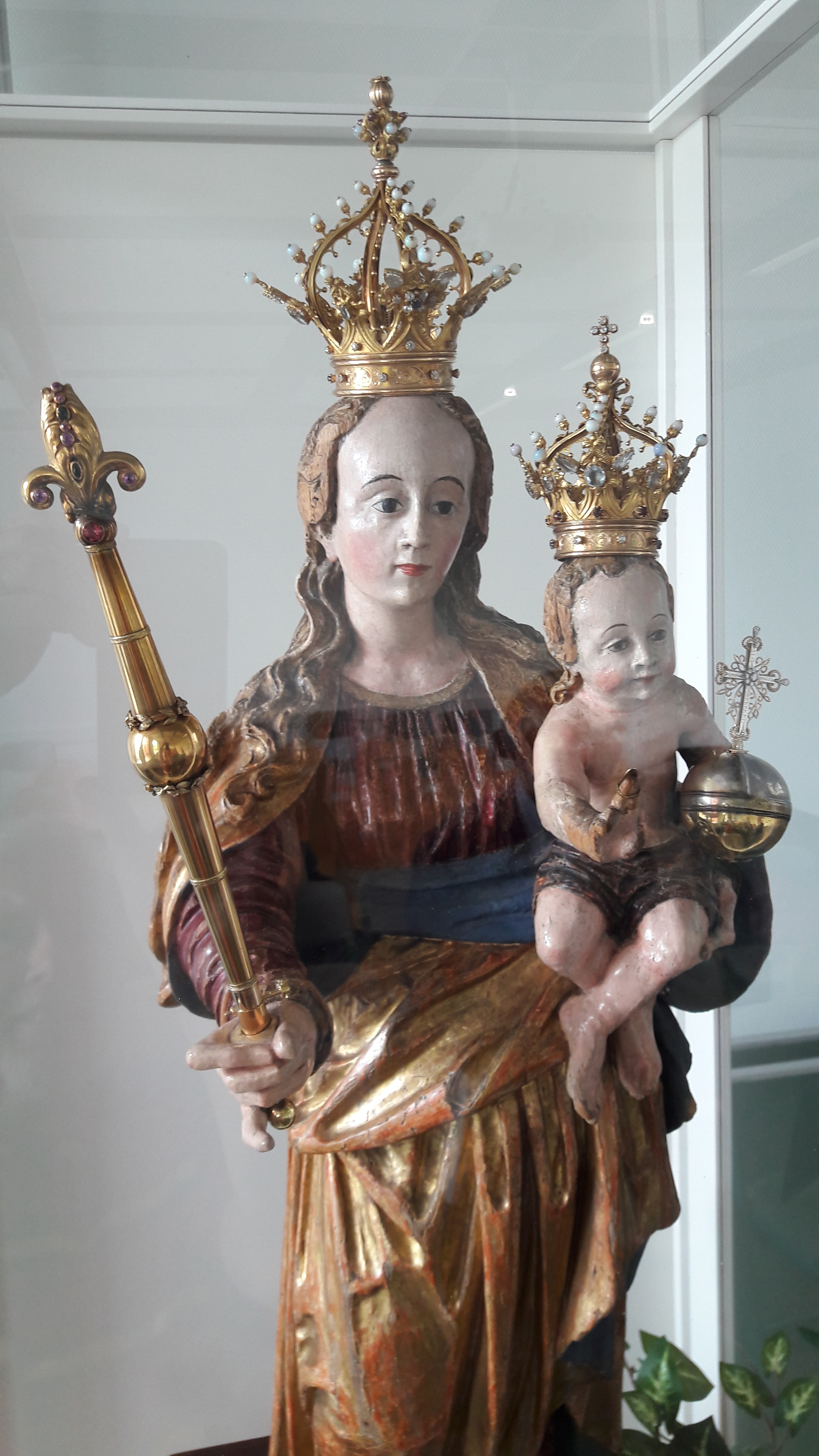
Consolatrix afflictorum, statue originale vénérée à Luxembourg depuis 1624.

La statue qui est conservée à la cathédrale de Luxembourg est attestée depuis le début du XVIIe siècle. Il s'agit d'une effigie de femme portant son enfant, sculptée en bois de tilleul, d'une hauteur de 73 cm. Sa restauration en 2008 par Muriel Prieur a permis d'établir que sa date de fabrication remontait à la fin du XVIe siècle. En outre, le style et la technique de cisaillage indiqueraient que le sculpteur serait originaire de la grande région allemande, et non de Flandre ou de Champagne comme on l’a supposé pendant longtemps.
Il s'agit d'une femme debout, la chevelure dénouée, les pieds posés sur la Lune, coiffée d'une couronne d'étoiles, apparaissant dans le récit de l'Apocalypse: « Une femme revêtue de soleil avec la Lune sous les pieds. » (Apocalypse, 12, 1). Selon l'interprétation catholique traditionnelle, cette femme est la Vierge Marie, le Soleil représente la Nouvelle alliance, la Lune l'Ancienne alliance ou l'hérésie. Elle porte un sceptre de la main droite et sur la main gauche l'Enfant-Jésus assis, coiffé d'une couronne royale et portant un orbe (globus cruciger), un globe terrestre surmonté d'une croix. Ces symboles évoquent la royauté de Marie dans le Ciel et de Jésus sur la Terre, le Christ Roi. 
La sculpture la représente vêtue d'une tunique, d'une ceinture et d'un manteau. Suivant un usage médiéval et longtemps conservé en Espagne, la statue a été revêtue d'habits richement brodés et ornementés, en particulier d'un vaste manteau en forme de cape ou de chape descendant jusqu'au sol et dissimulant ses pieds posés sur la Lune. Ces ornements ont été renouvelés plusieurs fois, en s'adaptant au style de l'époque, comme l'attestent les diverses représentations de la statue publiées au cours des siècles. La couronne de la Vierge a perdu ses étoiles, des attributs ont été ajoutés.
La statue est mentionnée la première fois le 8 décembre 1624, jour où elle est portée en procession à l'extérieur des fortifications, par les collégiens conduits par le Père Jacques Brocquart, jésuite, sous l'invocation de « Notre-Dame de la Victoire ». Pour l'abriter, une chapelle est érigée de 1625 à 1628, la Chapelle du Glacis, elle est alors désignée comme « Notre-Dame du Glacis ». En 1639, le premier Livre des miracles mentionne des prières exaucées et des guérisons qui ont lieu, et pour faire face à l’afflux des pèlerins, on amène la statue pour une durée de huit jours depuis le Glacis jusqu'à la chapelle du collège des Jésuites à l’intérieur de la cité. À la fin de cette huitaine, au cours d’une solennelle procession de clôture, la statue est ramenée à la chapelle du Glacis. Cette procession sera organisée chaque année jusqu'à nos jours.
Sa vénération ne cesse de se propager parmi la population. Un socle supplémentaire lui est fabriqué avec la mention Consolatrix afflictorium ora pro nobis, elle devient alors « Notre-Dame, Consolatrice des affligés ». Vers 1640, un culte marial semblable existe à Kevelaer, dans le Bas-Rhin, en Allemagne.
Après l’élection de Notre-Dame consolatrice comme patronne de la cité en 1666 et comme patronne-protectrice du Duché de Luxembourg en 1678, la statue est conservée dans la chapelle du Collège des Jésuites. Depuis 1766 elle est placée pendant l’Octave sur un autel votif particulier de style rocaille, conçu en fer forgé et richement orné. 
Depuis 1794, la statue se trouve en permanence dans l’ancienne église du collège des jésuite, devenue église paroissiale de la ville en 1778, puis érigée en église cathédrale en 1870. 
De nos jours, elle fait encore l'objet d'une vénération, particulièrement du quatrième au sixième dimanche de Pâques. Le pèlerinage à la Consolatrice des Affligés, patronne de la cité depuis 1666 et du pays de Luxembourg depuis 1678, peut être considéré comme pèlerinage national. Ainsi chaque année les vœux solennels de 1678 sont renouvelés en présence du grand-duc, du gouvernement et des autorités municipales. Lors de cette célébration sont souvent invités des hôtes de marque. Ainsi le 15 mai 1898, Mgr Pierre-Joseph Hurth, évêque missionnaire au Bengale oriental (actuel Bangladesh) célébra la messe de clôture en présence de la Grande-Duchesse Marie-Adélaïde de Luxembourg. 
On trouve dans plusieurs églises des compositions sculptées assez semblables à la statue de Notre-Dame de Luxembourg, avec le vocable de Notre-Dame de la Victoire ou celui de Notre-Dame de la Consolation :
- à Notre-Dame d'Avioth, statue qui est aussi costumée,
- à Marseille à l'église Saint-Vincent-de-Paul,
- à Châteauneuf-du-Faou dans l'Église Saint-Julien, intitulée Notre-Dame-de-Victoire, elle commémorerait le siège de La Rochelle en 1628,
- à Thiézac, chapelle Notre-Dame de la Consolation, datant de 1638.
- à Notre-Dame de Paris, dite Notre-Dame de la Consolation, (Marbre du XIVe siècle, le sceptre est un lys, l'enfant n'est pas couronné et tient une clef),

## Personnes inhumées
Dans la crypte de la cathédrale se trouvent les tombeaux de la famille ducale :
1. Jean Ier de Bohême, roi de Bohême, comte de Luxembourg (10 août 1296 - 26 août 1346), (fils de Henri VII de Luxembourg) ;
2. Marie-Anne de Portugal (13 juillet 1861 - 1er aout 1942), épouse du grand-duc Guillaume IV ;
3. Marie-Adélaïde, grande-duchesse de Luxembourg (14 juin 1894 - 24 janvier 1924), fille aînée du grand-duc Guillaume IV ;
4. Charlotte, grande-duchesse de Luxembourg (23 janvier 1896 - 9 juillet 1985), fille de Guillaume IV ;
5. Félix de Bourbon-Parme (28 octobre 1893 - 8 avril 1970), époux de la grande-duchesse Charlotte de Luxembourg) ;
6. Charles de Luxembourg (7 août 1927 - 26 juillet 1977), fils de la grande-duchesse Charlotte) ;
7. Joséphine-Charlotte de Belgique (11 octobre 1927 - 10 janvier 2005), épouse du grand-duc Jean ;
8. Jean, grand-duc de Luxembourg (5 janvier 1921 - 23 avril 2019)

Les deux précédents grands-ducs de Luxembourg, Adolphe et Guillaume IV, ne sont pas inhumés ici mais, en tant qu'héritier du duché de Nassau, ils reposent en l'église du château de Weilbourg, en Allemagne.
La crypte abrite également les tombes de plusieurs évêques de Luxembourg :
1. Pierre Nommesch (de) (1864-1935), 3e évêque de 1920 à 1935
2. Joseph Philippe (1877-1956), 4e évêque de 1935 à sa mort,
3. Léon Lommel (de) (1893-1978), 5e évêque de 1956 à 1971,
4. Jean Hengen (de) (1912-2005), 6e évêque, de 1971 à 1988, et 1er archevêque de 1988 à 1990.